# AAA (امنیت رایانه)
AAA به لغت‌های احراز هویت، مجوز و حسابداری که هر ۳ در زبان انگلیسی با حرف A شروع می‌شوند اشاره دارد. برای اشاره به خانواده‌ای از پروتکل‌ها استفاده می‌شود که واسطه دسترسی به شبکه هستند.
دو پروتکل شبکه‌ای که در این زمینه بسیار محبوب هستند: پروتکل RADIUS و همتای جدیدتر آن Diameter. هستند.

## استفاده از سرورهای AAA در شبکه‌های CDMA
سرورهای AAA در شبکه‌های داده CDMA نهادهایی هستند که عملکرد پروتکل اینترنت (IP) را برای پشتیبانی از عملکردهای احراز هویت، مجوز و حسابداری ارائه می‌کنند. سرور AAA در معماری شبکه داده بی‌سیم CDMA مشابه HLR در معماری شبکه صوتی بی‌سیم CDMA است.